# Legousia speculum-veneris
Legousia speculum-veneris là loài thực vật có hoa trong họ Hoa chuông. Loài này được (L.) Durande ex Vill. mô tả khoa học đầu tiên năm 1786.